# ميخائيل أوسوليفان (لاعب كريكت)
ميخائيل أوسوليفان (16 نوفمبر 1973 - )  (بالإنجليزية: Michael O'Sullivan)‏ هو لاعب كريكت بريطاني.